# Kognicija
Kognicija je skupina mentalnih procesov, ki vključuje pozornost, spomin, uporabo in razumevanje jezika, učenje, sklepanje, reševanje problemov in sprejemanje odločitev. S kognicijo se ukvarjajo različne discipline: psihologija, filozofija, jezikoslovje, računalništvo, kognitivna znanost, idr.

## Etimologija
Beseda kognicija izvira iz latinskega glagola cognosco (con 's/z' + gnōscō 'znati'), kateremu je soroden tudi starogrški glagol gnόsko "γνώσκω", ki pomeni 'znam' (samostalnik: gnόsis "γνώσις" = spoznanje). Slovenska sopomenka je spoznavanje.